# Montorio al Vomano
Montorio al Vomano là một đô thị và thị xã của Ý. Đô thị này thuộc tỉnh Teramo trong vùng Abruzzo. Montorio al Vomano có diện tích 53 km2, dân số theo ước tính năm 2005 của Viện thống kê quốc gia Ý là 8072 người. 
Các đơn vị dân cư:
Đô thị Montorio al Vomano giáp với các đô thị: